# Abtei St. Bonifaz (München)

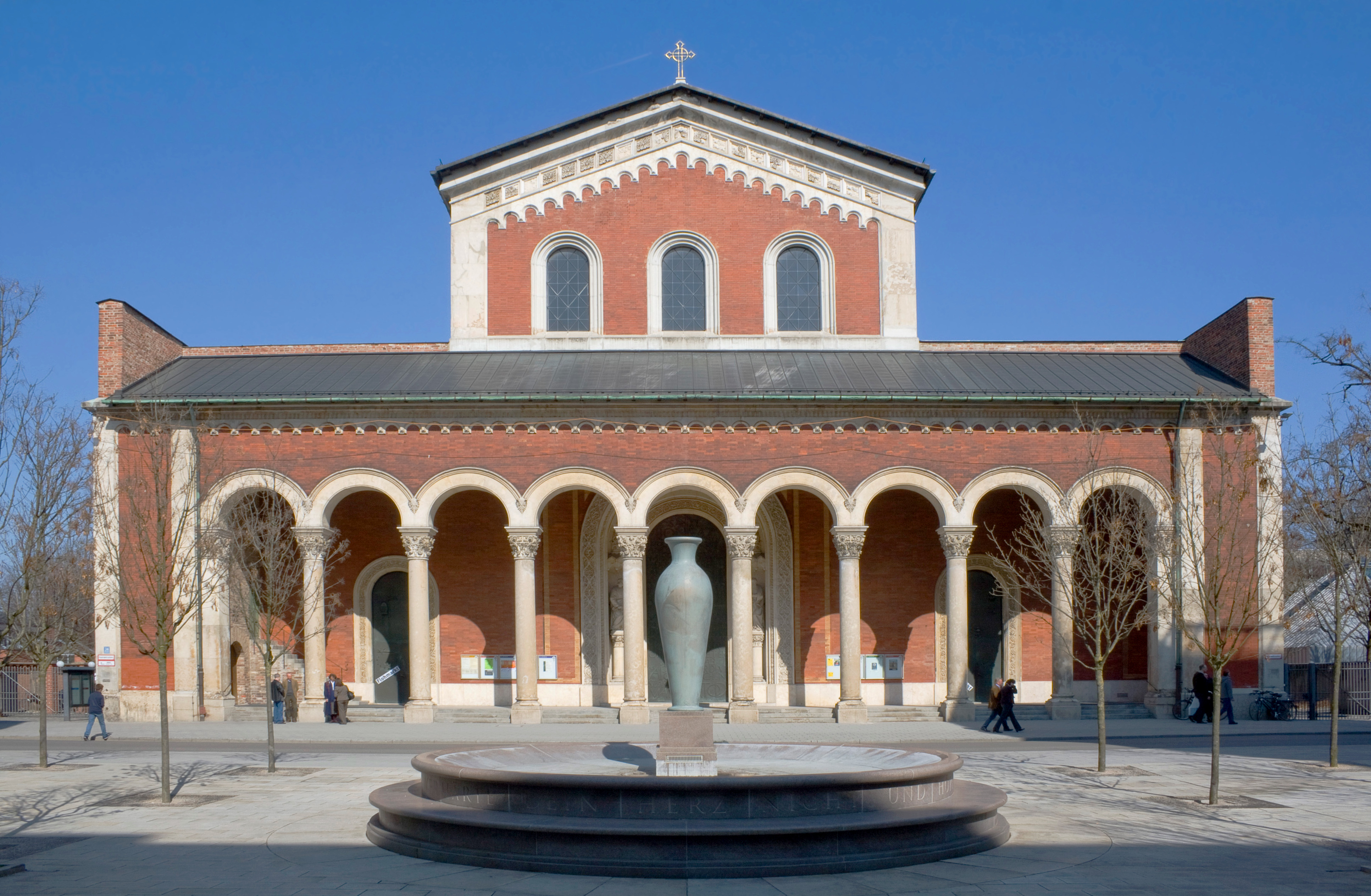
Abtei St. Bonifaz München

Die Abtei St. Bonifaz ist eine Benediktinerabtei in München. Sie gehört der Bayerischen Benediktinerkongregation an und liegt im Kunstareal München. Derzeitiger Abt ist Johannes Eckert. Name von Kirche und Kloster verweisen auf den christlichen Missionar Bonifatius, der von der römisch-katholischen Kirche als „Apostel der Deutschen“ verehrt wird. Das Kirchengebäude wurde 1835 bis 1850 durch König Ludwig I. von Georg Friedrich Ziebland im neubyzantinischen Stil errichtet. Im rechten Seitenschiff der Basilika befindet sich die Grablege mit Sarkophagen König Ludwigs I. und seiner Gemahlin Königin Therese.

## Geschichte

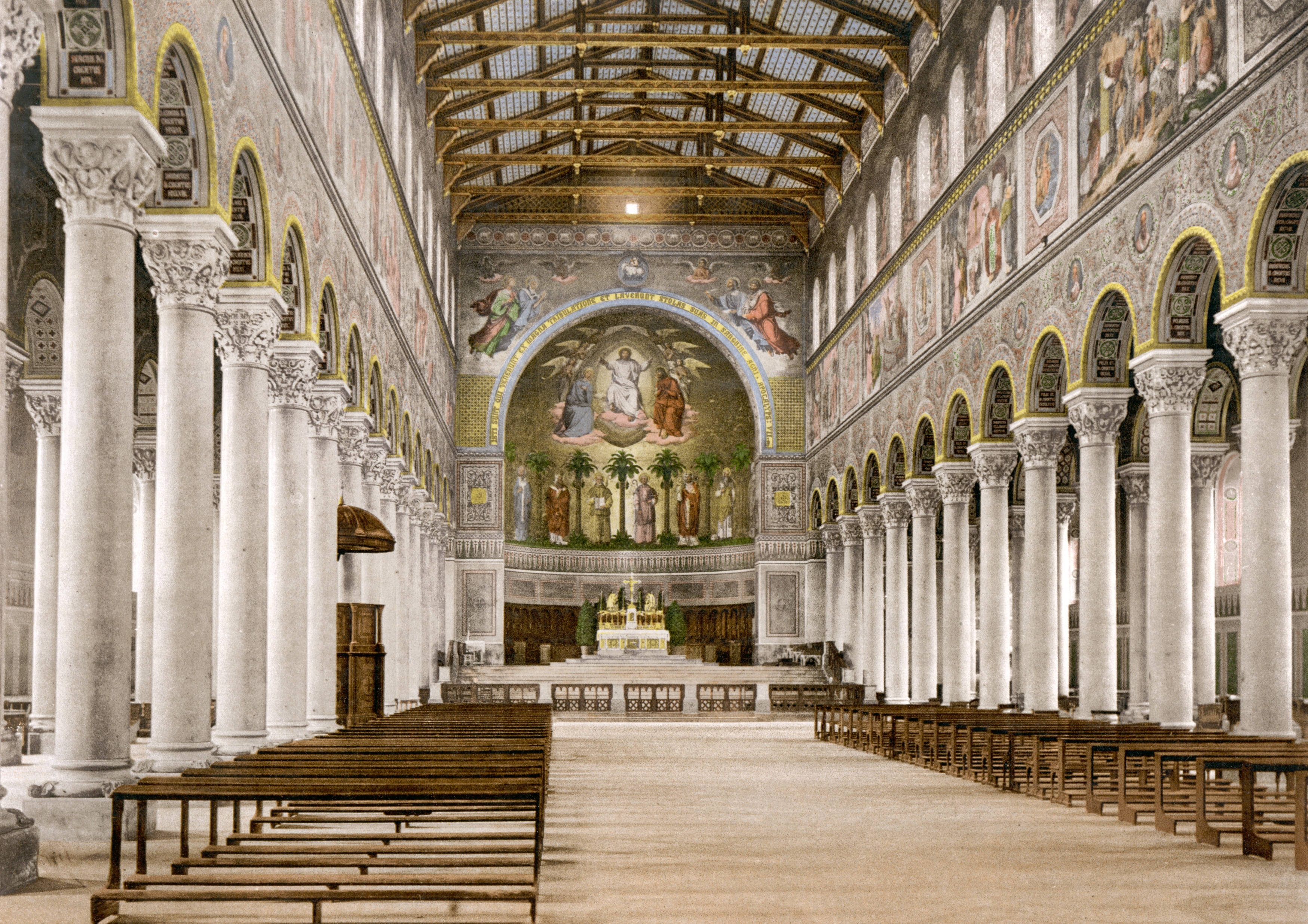
Innenraum bis zur Zerstörung

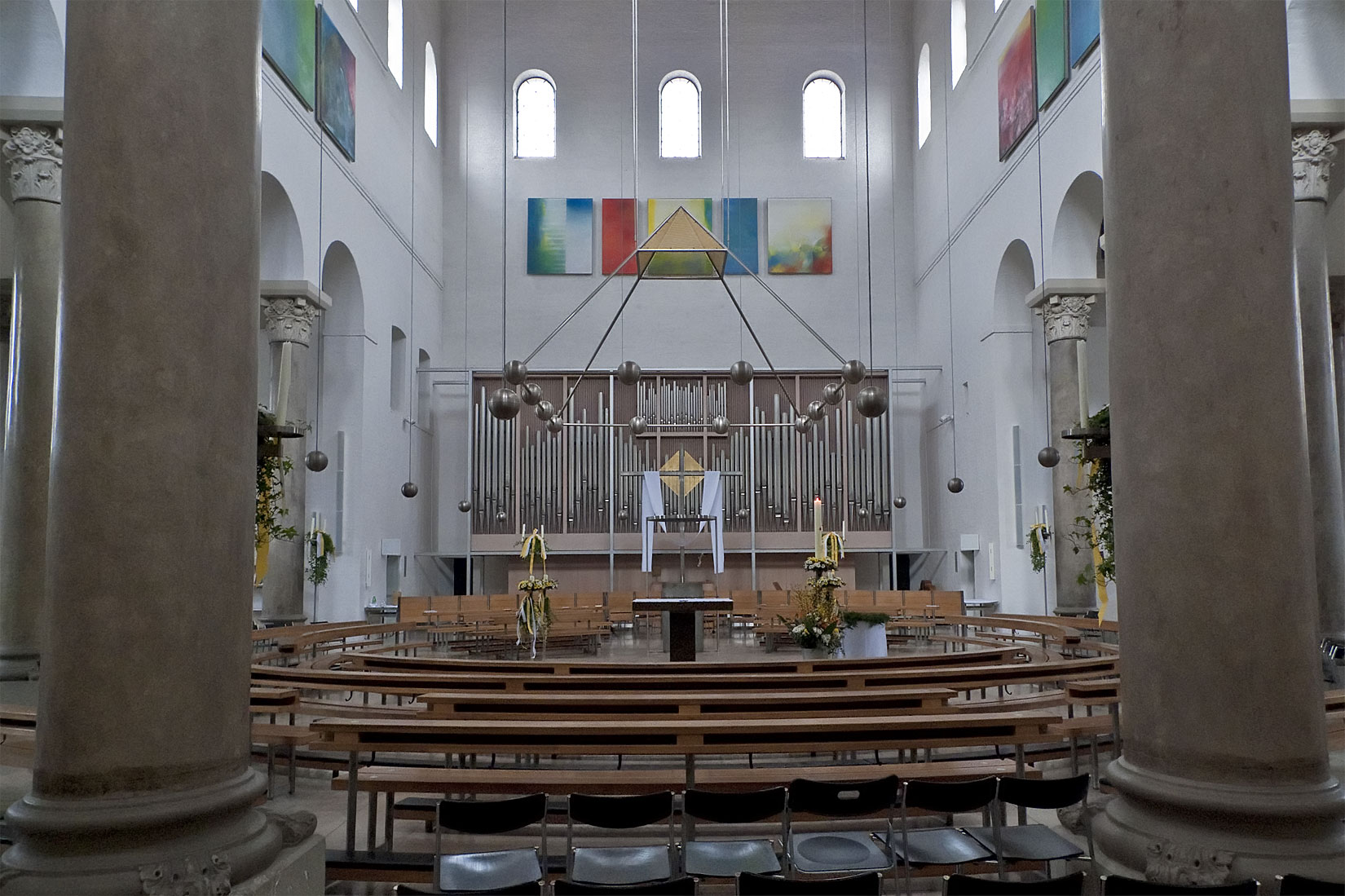
Innenraum seit dem Wiederaufbau

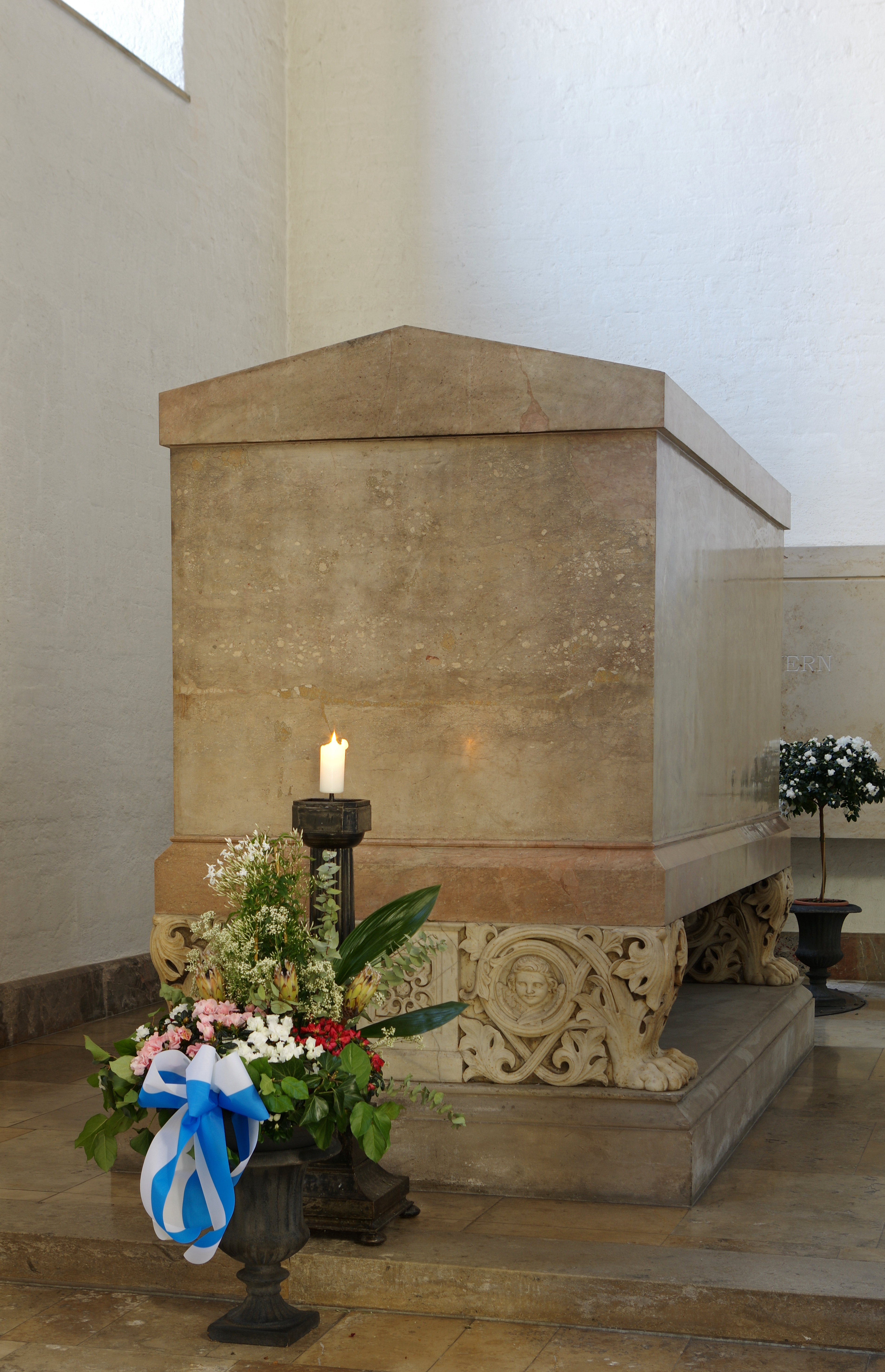
Sarkophag König Ludwigs I. von Bayern

Das Kloster wurde 1835 von König Ludwig I. gegründet, der durch die Einrichtung neuer Klöster die Tradition des geistlichen Lebens neu beleben wollte. Die Grundsteinlegung erfolgte am 12. Oktober 1835, zur silbernen Hochzeit des Königspaares Ludwig I. und Therese. Die Architektur sollte sich an altchristliche Basiliken anlehnen, wie etwa in Rom Alt-St. Peter, Sankt Paul vor den Mauern und Santa Maria Maggiore oder in Ravenna Sant’Apollinare Nuovo und Sant’Apollinare in Classe. 1850 wurde die Klosteranlage, die vom Architekten Georg Friedrich Ziebland entworfen worden war, feierlich eingeweiht. Der Gestaltung des Eingangs zur Kirche diente Leo von Klenze als Vorbild für den Entwurf der Kathedrale St. Dionysius Areopagita in Athen.
Zur materiellen Versorgung der Mönche erwarb Ludwig I. das 1803 säkularisierte Kloster Andechs einschließlich der zugehörigen landwirtschaftlichen Flächen und schenkte es der Abtei. Das Kloster Andechs ist heute ein Priorat der Abtei Sankt Bonifaz. Seitdem entwickelte sich St. Bonifaz zum neuen Hauskloster der Wittelsbacher, deren heutiger Familienfriedhof sich im Garten des Klosters Andechs befindet.
Im Zweiten Weltkrieg, am 25. April 1944 und am 7. Januar 1945, wurde das in unmittelbarer Nähe südlich des Königsplatzes gelegene Kirchengebäude schwer beschädigt und von Hans Döllgast 1945 bis 1950 nur teilweise wieder aufgebaut. Dabei wurde das Kirchenschiff auf etwa ein Drittel der ursprünglichen Länge verkürzt. Von der einst reichen Ausstattung mit Mosaiken und Fresken im Stil römischer Basiliken blieb nichts erhalten. Das Kirchengebäude steht unter Denkmalschutz. Es wurde unter dem Aktenzeichen D-1-62-000-3253 in der Denkmalliste des Bayerischen Landesamtes für Denkmalpflege erfasst.
Arbeitsgebiete der Mönche sind die Seelsorge in der Pfarrei, wissenschaftliche Arbeit und Bildungsarbeit, sowie die Betreuung von Obdachlosen. Die Stiftsbibliothek mit Sammelschwerpunkt Mönchtum und Theologie ist eine der größten wissenschaftlichen Privatbibliotheken in Bayern. Auf dem Gelände von St. Bonifaz wurde in den 1990er Jahren die Katholische Hochschulgemeinde der TU München untergebracht. Auf dem Klostergelände wurde 2001 das „Haneberghaus“ eröffnet, das der Obdachlosenhilfe dient.
Ein 1988 ausgeschriebener Wettbewerb ermöglichte die künstlerische Ausgestaltung der Basilika in den Jahren 1993–1996. Der Maler Peter Burkart schuf einen Fries farbiger Gemäldetafeln über den Arkaden, Friedrich Koller das Relief des Innenportals mit dem Motiv der Endzeitrede aus dem Evangelium nach Matthäus. Im linken (westlichen) Seitenschiff hängt eine 15-teilige Kreuzwegfolge mit farbigen Druckgraphiken, die 2015–2017 von Bernd Hendl geschaffen wurden. Davor steht eine Skulptur der hl. Elisabeth von Christine Stadler. In einem sehr niedrigen Glockenträger im Klosterhof hängen in Bodennähe drei Bronzeglocken (as1 - h1 - des2) als das heutige Geläute der Klosterkirche.

## Orgel
Die Orgel von St. Bonifaz wurde 1976/1977 von der Orgelbaufirma Manufacture d’Orgues Muhleisen (Straßburg) erbaut. Das Instrument hat 51 Register und befindet sich zu ebener Erde hinter dem Altar. Die Disposition orientiert sich am französisch-symphonischen Orgelbau des 19. und 20. Jahrhunderts; eine Besonderheit sind die beiden Zungenregister Vox humana 8' und Cromorne 8', deren Mensuren nach Andreas Silbermann angelegt sind. 2011 wurde die Registertraktur/Registrieranlage durch Orgelbau Kaps (Eichenau) erneuert.
| I Grand Orgue C–g3 |                   |        |
| 1.                 | Harfenprinzipal   | 16′    |
| 2.                 | Prinzipal         | 8′     |
| 3.                 | Koppelflöte       | 8′     |
| 4.                 | Großquinte        | 5 1⁄3′ |
| 5.                 | Prinzipal         | 4′     |
| 6.                 | Spitzflöte        | 4′     |
| 7.                 | Großterz          | 3 1⁄5′ |
| 8.                 | Oktave            | 2′     |
| 9.                 | Kornett V (ab c1) | 8′     |
| 10.                | Mixtur IV         | 1 ⁄3′  |
| 11.                | Zymbel III        | 2⁄3′   |
| 12.                | Trompete          | 8′     |
| 13.                | Vox humana        | 8′     |
|                    | Tremulant         |        |

| II Récit C–g3 |                       |        |
| 14.           | Bourdon               | 16′    |
| 15.           | Prinzipal             | 8′     |
| 16.           | Flute harmonique      | 8′     |
| 17.           | Gemshorn              | 8′     |
| 18.           | Vox coelestis (ab c0) | 8′     |
| 19.           | Prinzipal             | 4′     |
| 20.           | Hohlflöte             | 4′     |
| 21.           | Nazard                | 2 ⁄3′  |
| 22.           | Traversflöte          | 2′     |
| 23.           | Terz                  | 1 3⁄5′ |
| 24.           | Superoktave           | 1′     |
| 25.           | Mixtur III-IV         | 2′     |
| 26.           | Fagott                | 16′    |
| 27.           | Trompette harmonique  | 8′     |
| 28.           | Oboe                  | 8′     |
| 29.           | Clairon               | 4′     |
|               | Tremulant             |        |

| III Positif C–g3 |            |        |
| 30.              | Gedeckt    | 8′     |
| 31.              | Quintviola | 8′     |
| 32.              | Prinzipal  | 4′     |
| 33.              | Rohrflöte  | 4′     |
| 34.              | Nazard     | 2 ⁄3′  |
| 35.              | Terz       | 1 3⁄5′ |
| 36.              | Schwiegel  | 2′     |
| 37.              | Quinte     | 1 ⁄3′  |
| 38.              | None       | 4⁄9′   |
| 39.              | Zimbel III | 1′     |
| 40.              | Cromorne   | 8′     |
|                  | Tremulant  |        |

| Pédale C–f1 |             |         |
| 41.         | Prinzipal   | 16′     |
| 42.         | Subbaß      | 16′     |
| 43.         | Quinte      | 10 2⁄3′ |
| 44.         | Oktavbaß    | 8′      |
| 45.         | Rohrgedackt | 8′      |
| 46.         | Choralbaß   | 4′      |
| 47.         | Nachthorn   | 2′      |
| 48.         | Mixtur IV   | 4′      |
| 49.         | Bombarde    | 16′     |
| 50.         | Trompete    | 8′      |
| 51.         | Clairon     | 4′      |

- Koppeln: II/I, III/I, III/II, I/P, II/P, III/P.
- Spielhilfen: Absteller (Mixturen, Zungen, 16'-Register), Feste Kombinationen (Tutti, Plenum), Setzeranlage, Crescendowalze.

## Äbte
- Paulus Birker, 1850–1854
- Bonifaz Haneberg, 1854–1872 (danach Bischof von Speyer)
- Benedikt Zenetti, 1872–1904
- Gregor Danner, 1904–1919, aus Plankstetten postuliert
- Bonifaz Wöhrmüller, 1919–1951
- Hugo Lang, 1951–1967
- Odilo Lechner, 1964–1967 (Koadjutor), 1967–2003
- Johannes Eckert, seit 2003